# Râul Iuba
Râul Iuba este un afluent al Pârâului Vânătorilor. 

## Hărți
- Harta județului Hunedoara
- Harta Munții Șureanu  Arhivat în 11 mai 2012, la Wayback Machine.